# Laisenia Raura
Laisenia Raura (14 de octubre de 1990) es un futbolista fiyiano que juega como mediocampista en el Ba FC.

## Carrera
En 2011 debutó jugando para el Ba FC. Con dicho club participó en varias ediciones de la Liga de Campeones de la OFC, en donde le marcó un gol al Solomon Warriors salomonense en la edición 2013.

## Clubes
| Club                    | País | Año             |
| ----------------------- | ---- | --------------- |
| Ba Football Association | Fiyi | 2011 - 2018     |
| Suva Football Club      | Fiyi | 2018 - Presente |

## Selección nacional
Representó a Fiyi en la Copa de las Naciones de la OFC 2012 y 2016.